# 監護
監護（かんご）(英：custody、独：Betreuung) とは、ある程度の期間にわたって継続的に、保護が必要な者（本人）がその福祉（最善の利益 best interest ともいう。）に適う日常生活を送れるよう配慮する責任をいう。意味の似た言葉に「看護 nursing」や「介護 care」があるが、「看護」や「介護」は病気やけがを患った者の身体動作を物理的に補助することを意味する（そのうち未治癒の患者を一時的に補助することを「看護」と、症状が固定した患者を継続的に補助することを「介護」と呼び分けることが多い。）のに対して、「監護」は法的責任を意味するので、本人を物理的に補助しなくても「監護」をしたことになる場合はある。
監護をする者（監護者）は、「保護者 protector」（未成年者 minor を監護する者）、「後見人 custodian」（無能力者 incompetent person を世話する者）などと呼び分けられる。未成年者の監護と無能力者の監護とでは、目的が異なる。成人である無能力者の最善の利益とは、本人が自らの意思決定に沿った日常生活を送れることであるから、無能力者に対する監護は、本人が自らの意思決定に沿った日常生活を送れるように、意思決定を支援するとともに、意思決定に沿った日常生活を阻害する要因に対する合理的配慮をすること（ノーマライゼーション normalization）が目的となる。これに対して、未成年者の最善の利益とは、健全な社会人として成長することであるから、本人の意思決定を支援することだけでなく、本人を教育、指導、監督することも未成年者の監護の目的に含まれる。

## 未成年者の監護
未成年の子に対しては、原則として親が監護権を有する（民法820条）。監護権は親権を構成する権利（義務）のひとつであり、「財産管理権」と対比させて「身上監護権」ともいう。両親が離婚した場合は、両親のいずれかにこれを帰属させなければならない。この場合、「財産管理権」を有する法定代理人と「身上監護権」を有する監護者が異なる場合がありうる（民法第797条など参照）。
児童福祉法では、児童相談所や児童福祉施設の長は、一定の場合に、児童に対して監護に関し必要な措置（監護措置）をとることができる（児童福祉法32条の2第2項、47条3項）。
2017年（平成29年）刑法改正により、18歳未満の者に対して、その者を現に監護する者（養親に加え、養護施設等の職員が含まれ得る）であることによる影響力があることに乗じてわいせつな行為に及んだ者は、強制わいせつの罪に問われる（監護者わいせつ罪 刑法第179条第1項）、それが、性交等に至った場合には、強制性交等罪が成立する（監護者性交等罪 刑法第179条第2項）こととなった。なお、監護者わいせつ罪および監護者性交等罪については、脅迫・暴行がなく、または同意があったとしても罪の成立を妨げない。

## 成年被後見人等の身上監護
成年後見人の職務には、財産管理と身上監護があるとされている。